# میدلندز (تاسمانی)
میدلندز (به انگلیسی: Midlands) یکی از ده ناحیه ایالت تاسمانی در کشور استرالیاست. این ناحیه مابین لانچستون و هوبارت قرار دارد. این ناحیه از بخش‌های خشک و مسطح بین این دو شهر تشکیل می‌شود که دلیل نامگذاری‌اش نیز همین می‌باشد. این ناحیه گاهی با ناحیه مجاور آن، سنترال های‌لندز اشتباه گرفته می‌شود. 